# لن ویکس
لن ویکس (ارمنی: [] Error: {{Lang}}: فاقد متن (راهنما); انگلیسی: Len Wicks؛ زادهٔ ۲۲ سپتامبر ۱۹۵۹) نویسنده اهل استرالیا است. وی متخصص مدیریت ترافیک هوایی در سازمان بین‌المللی هوانوردی غیرنظامی می‌باشد.

## زندگی‌نامه
وی در ۲۲ سپتامبر ۱۹۵۹ در  به دنیا آمد 